# Rennerod
Rennerod település Németországban, Rajna-vidék-Pfalz tartományban. Lakosainak száma 4426 fő (2023. december 31.).

## Népesség
A település népességének változása:
| Lakosok száma | 3521 | 4366 | 4354 | 4435 | 4448 | 4426 |
|               | 1975 | 2017 | 2019 | 2021 | 2022 | 2023 |